# مجموعه تپه‌های برج افغان
مجموعه تپه‌های برج افغان مربوط به سدهٔ ۶ و۷ ه‍.ق است و در شهرستان زابل، دهستان  بنجار ، روستای برج افغان واقع شده و این اثر در تاریخ ۷ مهر ۱۳۸۱ با شمارهٔ ثبت ۶۴۸۳ به‌عنوان یکی از آثار ملی ایران به ثبت رسیده است.